# Leonardo Okeke
Leonardo Arinze Okeke (Monza, Italia, 16 de julio de 2003) es un baloncestista italiano que pertenece a la plantilla de Pallacanestro Cantù de Serie A2, la segunda división italiana. Con 2,14 metros de estatura, juega en la posición de pívot. 

## Trayectoria deportiva
Es un jugador formado en el College Borgomanero con el que finalizó la etapa juvenil y consiguió el título autonómico Sub-18 Excellence, además de participar con el primer equipo en la Serie C en la temporada 2019-20.
En la temporada 2020-21, forma parte de Oleggio Basket en la Lega Basket Serie A2.
En verano de 2021, Okeke firmó un contrato de cinco años con Derthona Basket. En la temporada 2021-2022, es cedido al A.S. Junior Pallacanestro Casale de la Lega Basket Serie A2, donde aportó unas medias de 9.5 puntos y 7.7 rebotes por partido, lo que le valió para obtener el premio al Mejor Sub-21 del campeonato de la Serie A2.
En junio de 2022, disputó la liga de verano de la NBA con los Atlanta Hawks.
El 2 de septiembre de 2022, firma con el Olimpia Milano de la Lega Basket Serie A.
El 5 de septiembre de 2022, firma con el Club Joventut Badalona de la Liga Endesa durante dos temporadas, cedido por el Olimpia Milano.
El 11 de septiembre de 2022, firma con el Club Bàsquet Prat de la Liga LEB Plata, club vinculado del Club Joventut Badalona, que a su vez está cedido por el Olimpia Milano.
El 18 de agosto de 2023, firma por el Pallacanestro Varese de Lega Basket Serie A, cedido por el Olimpia Milano.

## Selección nacional
En junio de 2022, debutó en la selección de baloncesto de Italia en el amistoso disputado en Trieste contra Eslovenia, anotando 7 puntos.[cita requerida]
En verano de 2022, con la selección sub-23 dirigida por Marco Ramondino, disputa el Torneo Globl Jam de Toronto. 